# Tsering Shakya
Tsering (Wangdu) Shakya (Lhasa, 1959) is een Tibetaans geschiedkundige en tibetoloog. Hij is in de jaren 2000 een van de bekendste schrijvers over de geschiedenis van Tibet.

## Biografie
De familie van Shakya vluchtte aan het begin van de Tibetaanse diaspora in 1959 met zijn familie naar India. Hij won een studiebeurs om in het Verenigd Koninkrijk te studeren en deed dat aan de London University’s School of Oriental and African Studies (SOAS), waar hij een bachelor haalde in Sociale Antropologie en Zuid-Aziatische Geschiedenis. Hij haalde zijn master in Tibetaanse Studies in 2000 en zijn doctoraal in 2004.
Anno 2004 werkt hij aan de University of British Columbia in Vancouver, Canada. Hij is onder meer te zien in de documentaire Tibet: 50 Years After the Fall uit 2009 van het regisseursduo Ritu Sarin en Tenzin Sönam.